# 瑶湖
28°41′21″N 116°03′39″E / 28.68917°N 116.06083°E

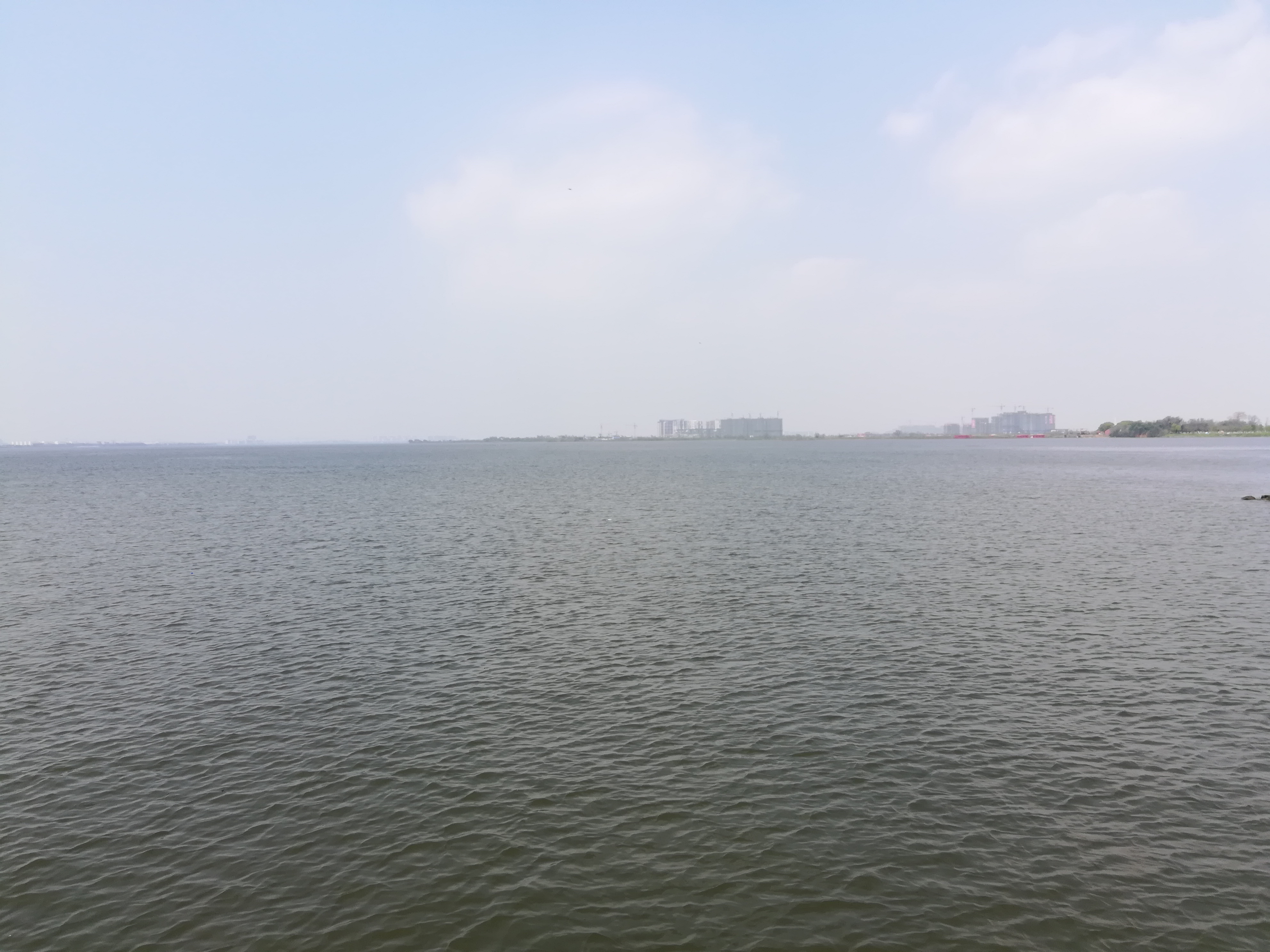
瑶湖

瑶湖位于中国江西省南昌市东郊昌东镇与麻丘镇之间，是南昌市区内最大的天然湖泊，面积约18平方千米，平均水深15米。
湖面上建有大桥两座：中部的瑶湖大桥及北部的南昌绕城高速公路瑶湖特大桥。
在瑶湖西面与艾溪湖之间建有大学城，目前有江西师范大学、南昌工程学院、江西科技学院、江西外语外贸职业学院等高校入驻。